# Digitalis leucophaea
Digitalis leucophaea là một loài thực vật có hoa trong họ Mã đề. Loài này được Sm. mô tả khoa học đầu tiên năm 1809.